# کراسنی فارس
کراسنی فارس (به لاتین: Krasny Fars) یک منطقهٔ مسکونی در روسیه است که در شهرستان کوشخابلسکی واقع شده‌است. کراسنی فارس ۱۴۵ نفر جمعیت دارد.